# Nessos
Pour les articles homonymes, voir Nessus.

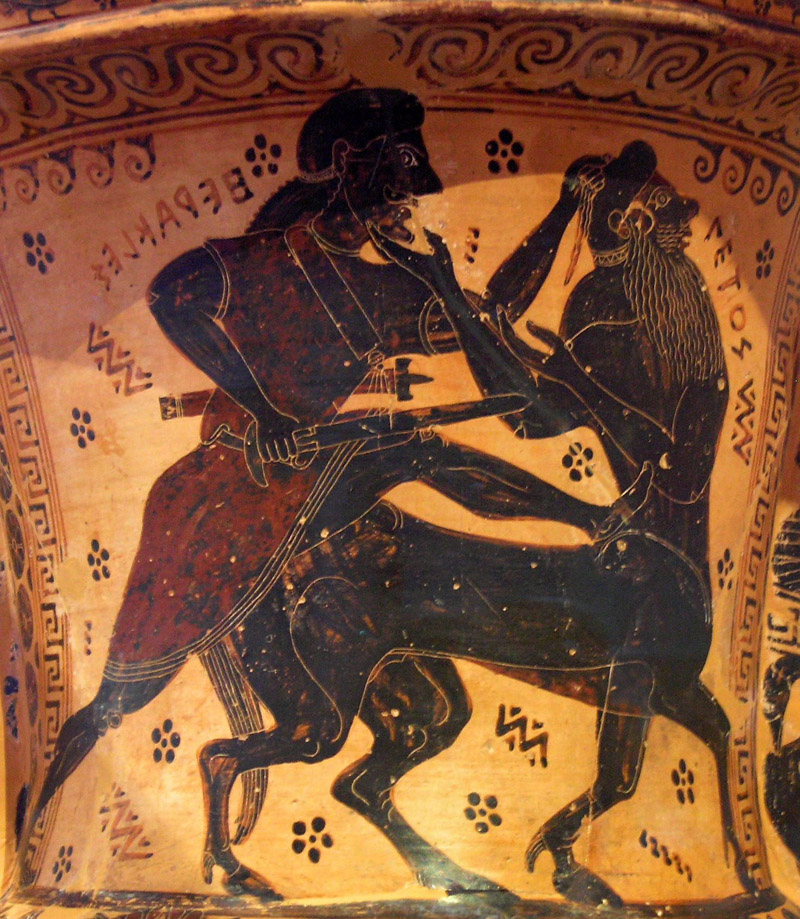
Héraclès combattant Nessos, amphore attique à figures noires,, Musée national archéologique d'Athènes (Inv. 1002).

Dans la mythologie grecque, Nessos ou Nessus (en grec ancien : Νέσσος / Néssos, en latin : Nessus) est un centaure, issu comme la plupart de ses congénères de l'union d'Ixion et Néphélé.

## Mythe
Valerius Flaccus cite « le blanc Nessus » parmi les centaures combattant les Lapithes, mais il le décrit prenant la fuite.
Après la mort de Chiron et la dispersion des centaures, il se fixe sur les bords du fleuve Événos où, selon Apollodore (II, 7, 6) et Diodore, il vit en faisant payer la traversée aux voyageurs.

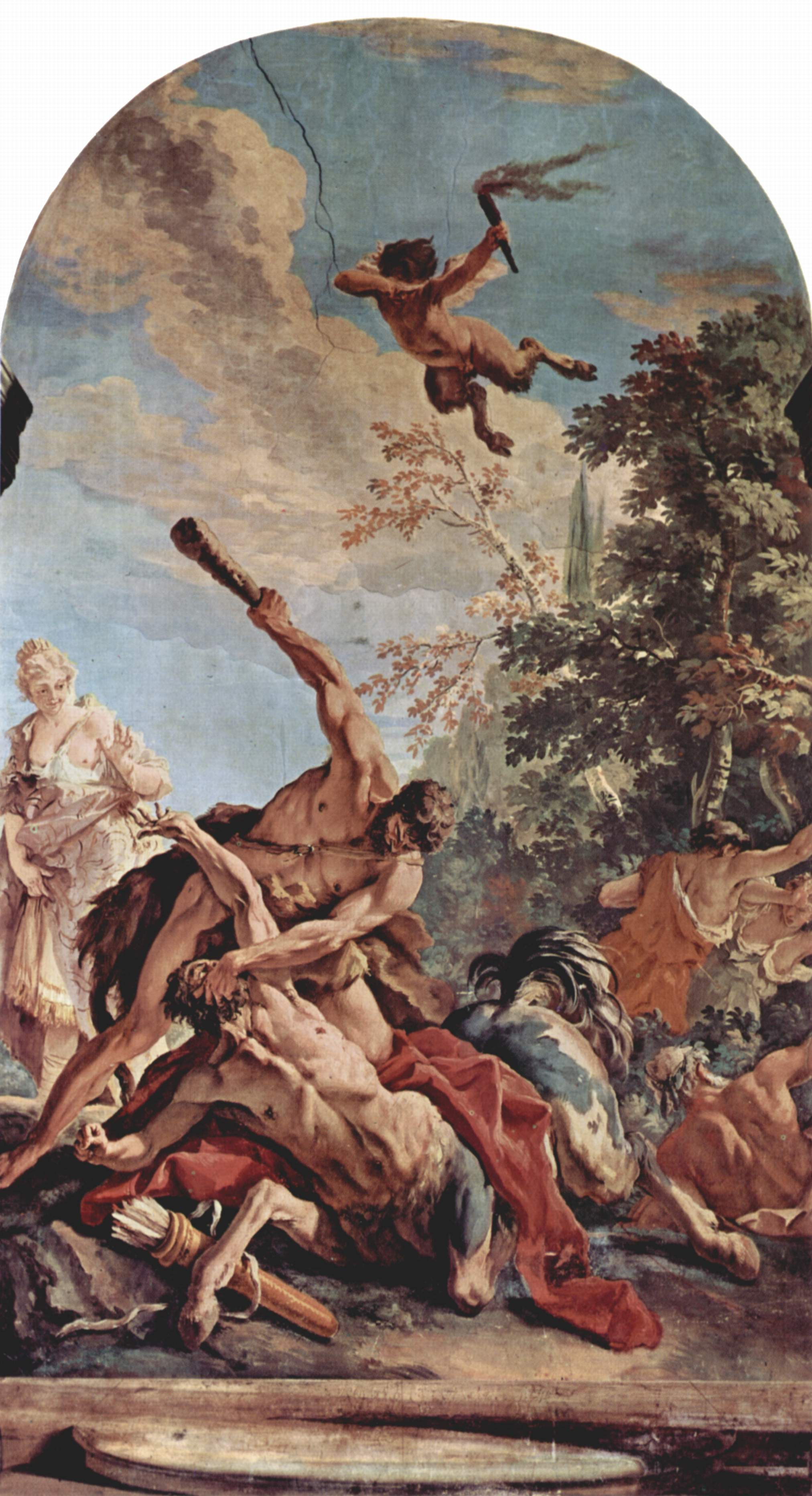
Hercule tue Nessus
Sebastiano Ricci, 1706-1707
fresque du Palazzo Fenzi-Marucelli
Florence

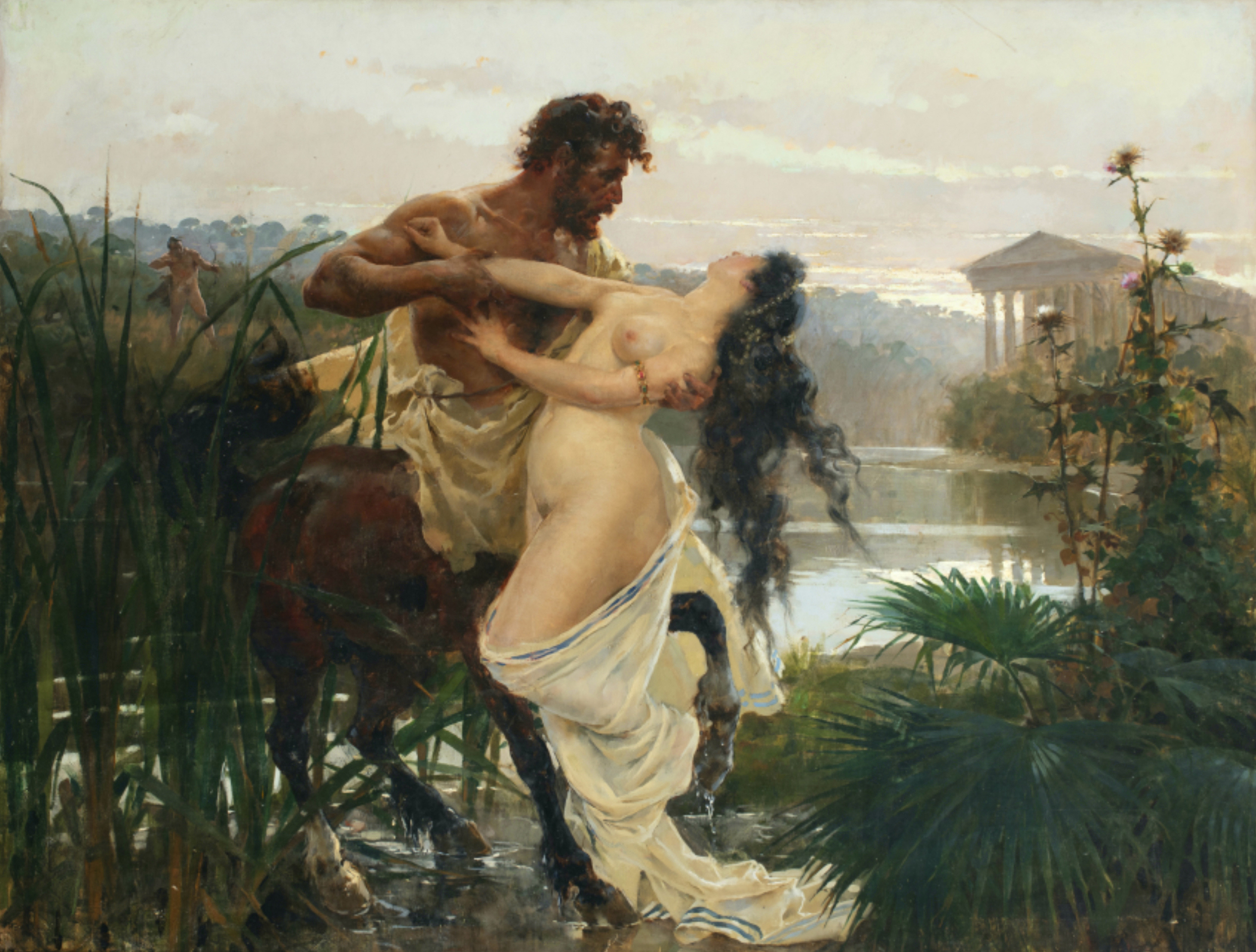
Nessos et Déjanire (1888) par Enrique Simonet.

Mais il est surtout connu pour son affrontement avec Héraclès : alors que le héros, accompagné de sa femme Déjanire, cherche à traverser l'Événos, Nessos lui propose de se charger de Déjanire. Héraclès accepte, mais ayant traversé le fleuve, il entend les cris de sa femme dont Nessos essaie d'abuser sur l'autre rive. Il décoche alors une de ses flèches enduites du poison de l'Hydre de Lerne sur le centaure. Selon la version la plus populaire, rapportée par Ovide (Métamorphoses, IX, 130-133) :

« […] Nessus avec effort retire [la flèche]. Le sang jaillit de sa double blessure, et se mêle aux poisons de l'hydre dont le dard est souillé : « Ah ! du moins, dit-il en lui-même, ne mourons pas sans vengeance ! » Et il donne à Déjanire sa tunique ensanglantée, comme un don précieux qui peut fixer le cœur de son époux. »

— (trad. M.-G.-T. Villenave, Paris, 1806)
Les conséquences de cet épisode sont décrites notamment dans Les Trachiniennes de Sophocle : Déjanire, jalouse de l'amour de son mari pour Iole, décide de lui envoyer la tunique qui doit le rendre fidèle. Mais dès l'instant où il revêt la tunique, Héraclès sent sa peau le brûler sous l'effet du poison. Apprenant son erreur, Déjanire se suicide et Héraclès, ne pouvant supporter la douleur, fait dresser un bûcher sur le mont Œta où il meurt incinéré.
En référence à cette légende, l'expression « tunique de Nessus » désigne un cadeau empoisonné.